# Баничешти (Арђеш)
Баничешти (рум. Bănicești) насеље је у Румунији у округу Арђеш у општини Ваља Данулуј. Oпштина се налази на надморској висини од 477 m.

## Становништво
Према подацима из 2002. године у насељу је живело 183 становника, од којих су сви румунске националности.